# Campeonato Mundial de Voleibol Femenino Sub-20 de 2021
El Campeonato Mundial de Voleibol Femenino Sub-20 de 2021 fue la XXI edición del torneo mundial de selecciones nacionales femeninas categoría sub-20 de la Federación Internacional de Voleibol (FIVB). Se jugó en Róterdam y Cortrique del 9 al 18 de julio de 2021.

## Proceso de clasificación
| Confederación | Método de Clasificación                                     | Fecha                    | Lugar             | Cupos | Equipo                                          |  |
| ------------- | ----------------------------------------------------------- | ------------------------ | ----------------- | ----- | ----------------------------------------------- |  |
| FIVB          | Anfitrión                                                   | 13 de octubre de 2020    | Lausana, Suiza    | 2     | Bélgica Países Bajos                            |  |
| FIVB          | Ranking Mundial FIVB Sub-20                                 | 1 de marzo de 2021       | Lausana, Suiza    | 5     | Italia Rusia Polonia Estados Unidos Bielorrusia |  |
| AVC           | Campeonato Asiático de Voleibol Femenino Sub-19 de 2018     | 10–17 de junio de 2018   | Bắc Ninh, Vietnam | 2 1*  | Japón China Tailandia                           |  |
| NORCECA       | Campeonato NORCECA de Voleibol Femenino Sub-20 de 2020      | 14–22 de febrero de 2021 | Estados Unidos    | 2     | República Dominicana Cuba** Puerto Rico***      |  |
| CAVB          | Campeonato Africano de Voleibol Femenino Sub-20 de 2020     | 18–26 de febrero de 2021 | Uganda            | 2     | Egipto Ruanda                                   |  |
| CEV           | Campeonato Europeo de Voleibol Femenino Sub-19 de 2020      | 22–30 de agosto de 2020  | Zenica, Osijek    | 2     | Turquía Serbia                                  |  |
| CSV           | Campeonato Sudamericano de Voleibol Femenino Sub-20 de 2020 | -                        | Brasil            | 2     | Brasil Argentina                                |  |
| Total         | Total                                                       | Total                    | Total             | 16    |                                                 |  |

* China y Japón se retiran de la competencia. Tailandia ingresó por el 3er lugar en el Campeonato Asiático de Voleibol y Bielorrusia ingresó por el ranking mundial.
** Cuba se vio obligada a retirarse de la competencia debido a infecciones por COVID-19 y fue reemplazada por Puerto Rico.
*** Puerto Rico se vio obligado a retirarse de la competencia debido a infecciones por COVID-19.

## Sedes
| Rotterdam (Grupo A, Grupo C) | Kortrijk (Grupo B, Grupo D) |
| ---------------------------- | --------------------------- |
| Sportcentrum Schuttersveld   | Sportcampus Lange Munte     |
| Capacity: 5000               | Capacity: 5000              |

## Conformación de los grupos
| Grupo A                                          | Grupo B                                                     | Grupo C                                | Grupo D                           |
| ------------------------------------------------ | ----------------------------------------------------------- | -------------------------------------- | --------------------------------- |
| Países Bajos (Anfitrión) Brasil Argentina Ruanda | Bélgica (Anfitrión) Serbia República Dominicana Puerto Rico | Turquía Rusia Estados Unidos Tailandia | Italia Polonia Bielorrusia Egipto |

## Resultados
- Las horas indicadas corresponden al huso horario local de UTC +2

### Primera ronda
– Clasificado a la Segunda ronda-Grupo E.      – Clasificado a la Segunda ronda-Grupo F.      – Clasificado a la Segunda ronda-Grupo G.      – Clasificado a la Segunda ronda-Grupo H.

#### Grupo A
| Pos. | Equipo           | Partidos | Partidos | Partidos | Pts. | Sets | Sets | Sets  | Puntos | Puntos | Puntos |
| Pos. | Equipo           | PJ       | PG       | PP       | Pts. | SG   | SP   | Ratio | PG     | PP     | Ratio  |
| ---- | ---------------- | -------- | -------- | -------- | ---- | ---- | ---- | ----- | ------ | ------ | ------ |
| 1    | Países Bajos (H) | 3        | 3        | 0        | 9    | 9    | 1    | 9.000 | 249    | 165    | 1.509  |
| 2    | Brasil           | 3        | 2        | 1        | 6    | 7    | 3    | 2.333 | 240    | 198    | 1.212  |
| 3    | Argentina        | 3        | 1        | 2        | 3    | 3    | 6    | 0.500 | 208    | 195    | 1.066  |
| 4    | Ruanda           | 3        | 0        | 3        | 0    | 0    | 9    | 0.000 | 87     | 225    | 0.386  |

| Fecha       | Hora  | Equipo 1     | Res. | Equipo 2  | Set 1 | Set 2 | Set 3 | Set 4 | Set 5 | Total | Reporte |
| ----------- | ----- | ------------ | ---- | --------- | ----- | ----- | ----- | ----- | ----- | ----- | ------- |
| 9 de julio  | 14:30 | Brasil       | 3–0  | Argentina | 26-24 | 26-24 | 26-24 | -     | -     | 78–72 | J1      |
| 9 de julio  | 17:30 | Países Bajos | 3–0  | Ruanda    | 25-6  | 25-5  | 25-6  | -     | -     | 75–17 | J1      |
| 10 de julio | 14:30 | Ruanda       | 0–3  | Brasil    | 10-25 | 15-25 | 2-25  | -     | -     | 27–75 | J2      |
| 10 de julio | 17:30 | Países Bajos | 3–0  | Argentina | 25-18 | 25-21 | 25-22 | -     | -     | 75–61 | J2      |
| 11 de julio | 14:30 | Ruanda       | 0–3  | Argentina | 18-25 | 10-25 | 14-25 | -     | -     | 42–75 | J3      |
| 11 de julio | 17:30 | Países Bajos | 3–1  | Brasil    | 22-25 | 25-21 | 25-16 | 27-25 | -     | 99–87 | J3      |

#### Grupo B
| Pos. | Equipo               | Partidos | Partidos | Partidos | Pts. | Sets | Sets | Sets  | Puntos | Puntos | Puntos |
| Pos. | Equipo               | PJ       | PG       | PP       | Pts. | SG   | SP   | Ratio | PG     | PP     | Ratio  |
| ---- | -------------------- | -------- | -------- | -------- | ---- | ---- | ---- | ----- | ------ | ------ | ------ |
| 1    | Serbia               | 3        | 3        | 0        | 9    | 9    | 0    | MAX   | 225    | 97     | 2.319  |
| 2    | República Dominicana | 3        | 2        | 1        | 6    | 6    | 3    | 2.000 | 205    | 132    | 1.553  |
| 3    | Bélgica (H)          | 3        | 1        | 2        | 3    | 3    | 6    | 0.500 | 174    | 150    | 1.160  |
| 4    | Puerto Rico*         | 3        | 0        | 3        | 0    | 0    | 9    | 0.00  | 0      | 225    | 0.000  |

 *  Puerto Rico se vio obligado a retirarse después de que varios miembros del equipo dieron positivo por COVID-19 y sus juegos se perdieron.
| Fecha       | Hora  | Equipo 1             | Res. | Equipo 2             | Set 1 | Set 2 | Set 3 | Set 4 | Set 5 | Total | Reporte |
| ----------- | ----- | -------------------- | ---- | -------------------- | ----- | ----- | ----- | ----- | ----- | ----- | ------- |
| 9 de julio  | 13:00 | Puerto Rico          | 0–3  | República Dominicana | 0-25  | 0-25  | 0-25  | -     | -     | 0–75  | J1      |
| 9 de julio  | 18:00 | Serbia               | 3–0  | Bélgica              | 25-17 | 25-10 | 25-15 | -     | -     | 75–42 | J1      |
| 10 de julio | 13:00 | Serbia               | 3–0  | República Dominicana | 25-18 | 25-20 | 25-17 | -     | -     | 75–55 | J2      |
| 10 de julio | 18:00 | Puerto Rico          | 0–3  | Bélgica              | 0-25  | 0-25  | 0-25  | -     | -     | 0–75  | J2      |
| 11 de julio | 13:00 | Serbia               | 3–0  | Puerto Rico          | 25-0  | 25-0  | 25-0  | -     | -     | 75–0  | J3      |
| 11 de julio | 18:00 | República Dominicana | 3–0  | Bélgica              | 25-19 | 25-21 | 25-17 | -     | -     | 75–57 | J3      |

#### Grupo C
| Pos. | Equipo         | Partidos | Partidos | Partidos | Pts. | Sets | Sets | Sets  | Puntos | Puntos | Puntos |
| Pos. | Equipo         | PJ       | PG       | PP       | Pts. | SG   | SP   | Ratio | PG     | PP     | Ratio  |
| ---- | -------------- | -------- | -------- | -------- | ---- | ---- | ---- | ----- | ------ | ------ | ------ |
| 1    | Estados Unidos | 3        | 3        | 0        | 9    | 9    | 1    | 9.000 | 250    | 177    | 1.412  |
| 2    | Rusia          | 3        | 2        | 1        | 6    | 7    | 4    | 1.750 | 247    | 241    | 1.024  |
| 3    | Turquía        | 3        | 1        | 2        | 3    | 4    | 6    | 0.666 | 224    | 230    | 0.973  |
| 4    | Tailandia      | 3        | 0        | 3        | 0    | 0    | 9    | 0.000 | 152    | 225    | 0.675  |

| Fecha       | Hora  | Equipo 1       | Res. | Equipo 2       | Set 1 | Set 2 | Set 3 | Set 4 | Set 5 | Total | Reporte |
| ----------- | ----- | -------------- | ---- | -------------- | ----- | ----- | ----- | ----- | ----- | ----- | ------- |
| 9 de julio  | 15:30 | Turquía        | 3–0  | Tailandia      | 25-20 | 25-18 | 25-19 | -     | -     | 75–57 | J1      |
| 9 de julio  | 18:30 | Estados Unidos | 3–1  | Rusia          | 25-20 | 23-25 | 25-14 | 25-17 | -     | 98–76 | J1      |
| 10 de julio | 15:00 | Tailandia      | 0–3  | Estados Unidos | 15-25 | 8-25  | 13-25 | -     | -     | 36–75 | J2      |
| 10 de julio | 18:30 | Turquía        | 1–3  | Rusia          | 23-25 | 25-21 | 19-25 | 17-25 | -     | 84–96 | J2      |
| 11 de julio | 15:00 | Tailandia      | 0–3  | Rusia          | 23-25 | 20-25 | 16-25 | -     | -     | 59–75 | J3      |
| 11 de julio | 18:30 | Turquía        | 0–3  | Estados Unidos | 18-25 | 25-27 | 22-25 | -     | -     | 65–77 | J3      |

#### Grupo D
| Pos. | Equipo      | Partidos | Partidos | Partidos | Pts. | Sets | Sets | Sets  | Puntos | Puntos | Puntos |
| Pos. | Equipo      | PJ       | PG       | PP       | Pts. | SG   | SP   | Ratio | PG     | PP     | Ratio  |
| ---- | ----------- | -------- | -------- | -------- | ---- | ---- | ---- | ----- | ------ | ------ | ------ |
| 1    | Italia      | 3        | 3        | 0        | 9    | 9    | 1    | 9.000 | 235    | 181    | 1.298  |
| 2    | Polonia     | 3        | 2        | 1        | 6    | 7    | 3    | 2.333 | 221    | 186    | 1.188  |
| 3    | Bielorrusia | 3        | 1        | 2        | 3    | 3    | 8    | 0.375 | 217    | 260    | 0.834  |
| 4    | Egipto      | 3        | 0        | 3        | 0    | 2    | 9    | 0.222 | 210    | 256    | 0.820  |

| Fecha       | Hora  | Equipo 1    | Res. | Equipo 2    | Set 1 | Set 2 | Set 3 | Set 4 | Set 5 | Total   | Reporte |
| ----------- | ----- | ----------- | ---- | ----------- | ----- | ----- | ----- | ----- | ----- | ------- | ------- |
| 9 de julio  | 15:30 | Polonia     | 3–0  | Bielorrusia | 25-14 | 25-19 | 25-17 | -     | -     | 75–50   | J1      |
| 9 de julio  | 20:30 | Italia      | 3–0  | Egipto      | 25-15 | 25-19 | 25-15 | -     | -     | 75–49   | J1      |
| 10 de julio | 15:30 | Polonia     | 1–3  | Italia      | 16-25 | 25-10 | 21-25 | 9-25  | -     | 71–85   | J2      |
| 10 de julio | 20:30 | Bielorrusia | 3–2  | Egipto      | 25-23 | 24-26 | 25-21 | 15-25 | 17-15 | 106–110 | J2      |
| 11 de julio | 15:30 | Italia      | 3–0  | Bielorrusia | 25-23 | 25-17 | 25-21 | -     | -     | 75–61   | J3      |
| 11 de julio | 20:30 | Polonia     | 3–0  | Egipto      | 25-11 | 25-23 | 25-17 | -     | -     | 75–51   | J3      |

### Segunda ronda
– Clasificado a las Semifinales.      –  Clasificado a las Semifinales 5.º al 8.º puesto.      – Clasificado a las Semifinales 9.º al 12.º puesto.      – Clasificado a la Clasificado a las Semifinales 13.º al 16.º puesto.

#### Grupo E
| Pos. | Equipo           | Partidos | Partidos | Partidos | Pts. | Sets | Sets | Sets  | Puntos | Puntos | Puntos |
| Pos. | Equipo           | PJ       | PG       | PP       | Pts. | SG   | SP   | Ratio | PG     | PP     | Ratio  |
| ---- | ---------------- | -------- | -------- | -------- | ---- | ---- | ---- | ----- | ------ | ------ | ------ |
| 1    | Países Bajos (H) | 3        | 3        | 0        | 8    | 9    | 3    | 3.000 | 273    | 235    | 1.162  |
| 2    | Rusia            | 3        | 2        | 1        | 6    | 7    | 4    | 1.750 | 261    | 230    | 1.135  |
| 3    | Estados Unidos   | 3        | 1        | 2        | 4    | 6    | 7    | 0.857 | 287    | 295    | 0.973  |
| 4    | Brasil           | 3        | 0        | 3        | 0    | 1    | 9    | 0.111 | 191    | 252    | 0.758  |

| Fecha       | Hora  | Equipo 1       | Res. | Equipo 2       | Set 1 | Set 2 | Set 3 | Set 4 | Set 5 | Total  | Reporte |
| ----------- | ----- | -------------- | ---- | -------------- | ----- | ----- | ----- | ----- | ----- | ------ | ------- |
| 13 de julio | 14:30 | Brasil         | 1–3  | Estados Unidos | 22-25 | 29-27 | 20-25 | 14-25 | -     | 85–102 | J4      |
| 13 de julio | 17:30 | Países Bajos   | 3–1  | Rusia          | 25-16 | 25-20 | 16-25 | 25-22 | -     | 91–83  | J4      |
| 14 de julio | 14:30 | Rusia          | 3–1  | Estados Unidos | 25-13 | 25-22 | 28-30 | 25-23 | -     | 103–88 | J5      |
| 14 de julio | 17:30 | Países Bajos   | 3–0  | Brasil         | 25-20 | 25-17 | 25-18 | -     | -     | 75–55  | J5      |
| 15 de julio | 14:30 | Brasil         | 0–3  | Rusia          | 18-25 | 16-25 | 17-25 | -     | -     | 51–75  | J6      |
| 15 de julio | 17:30 | Estados Unidos | 2–3  | Países Bajos   | 15-25 | 22-25 | 25-21 | 25-21 | 10-15 | 97–107 | J6      |

#### Grupo F
| Pos. | Equipo               | Partidos | Partidos | Partidos | Pts. | Sets | Sets | Sets  | Puntos | Puntos | Puntos |
| Pos. | Equipo               | PJ       | PG       | PP       | Pts. | SG   | SP   | Ratio | PG     | PP     | Ratio  |
| ---- | -------------------- | -------- | -------- | -------- | ---- | ---- | ---- | ----- | ------ | ------ | ------ |
| 1    | Italia               | 3        | 3        | 0        | 9    | 9    | 1    | 9.000 | 246    | 188    | 1.309  |
| 2    | Serbia               | 3        | 2        | 1        | 6    | 6    | 3    | 2.000 | 215    | 193    | 1.114  |
| 3    | Polonia              | 3        | 1        | 2        | 3    | 4    | 6    | 0.666 | 218    | 221    | 0.986  |
| 4    | República Dominicana | 3        | 0        | 3        | 0    | 0    | 9    | 0.000 | 148    | 225    | 0.658  |

| Fecha       | Hora  | Equipo 1             | Res. | Equipo 2             | Set 1 | Set 2 | Set 3 | Set 4 | Set 5 | Total | Reporte |
| ----------- | ----- | -------------------- | ---- | -------------------- | ----- | ----- | ----- | ----- | ----- | ----- | ------- |
| 13 de julio | 15:00 | Serbia               | 3–0  | Polonia              | 25-21 | 27-25 | 25-23 | -     | -     | 77–69 | J4      |
| 13 de julio | 17:30 | República Dominicana | 0–3  | Italia               | 16-25 | 20-25 | 15-25 | -     | -     | 51–75 | J4      |
| 14 de julio | 15:00 | Italia               | 3–1  | Polonia              | 25-12 | 19-25 | 27-25 | 25-12 | -     | 96–74 | J5      |
| 14 de julio | 17:30 | Serbia               | 3–0  | República Dominicana | 25-13 | 25-18 | 25-18 | -     | -     | 75–49 | J5      |
| 15 de julio | 15:00 | República Dominicana | 0–3  | Polonia              | 21-25 | 11-25 | 16-25 | -     | -     | 48–75 | J6      |
| 15 de julio | 17:30 | Serbia               | 0–3  | Italia               | 23-25 | 18-25 | 22-25 | -     | -     | 63–75 | J6      |

#### Grupo G
| Pos. | Equipo    | Partidos | Partidos | Partidos | Pts. | Sets | Sets | Sets  | Puntos | Puntos | Puntos |
| Pos. | Equipo    | PJ       | PG       | PP       | Pts. | SG   | SP   | Ratio | PG     | PP     | Ratio  |
| ---- | --------- | -------- | -------- | -------- | ---- | ---- | ---- | ----- | ------ | ------ | ------ |
| 1    | Turquía   | 3        | 3        | 0        | 9    | 9    | 0    | MAX   | 225    | 143    | 1.573  |
| 2    | Argentina | 3        | 2        | 1        | 6    | 6    | 3    | 2.000 | 204    | 152    | 1.342  |
| 3    | Tailandia | 3        | 1        | 2        | 3    | 3    | 6    | 0.500 | 172    | 196    | 0.877  |
| 4    | Ruanda    | 3        | 0        | 3        | 0    | 0    | 9    | 0.000 | 115    | 225    | 0.511  |

| Fecha       | Hora  | Equipo 1  | Res. | Equipo 2  | Set 1 | Set 2 | Set 3 | Set 4 | Set 5 | Total | Reporte |
| ----------- | ----- | --------- | ---- | --------- | ----- | ----- | ----- | ----- | ----- | ----- | ------- |
| 13 de julio | 15:30 | Ruanda    | 0–3  | Turquía   | 10-25 | 9-25  | 16-25 | -     | -     | 35–75 | J4      |
| 13 de julio | 18:30 | Argentina | 3–0  | Tailandia | 25-13 | 25-12 | 25-18 | -     | -     | 75–43 | J4      |
| 14 de julio | 15:30 | Ruanda    | 0–3  | Argentina | 12-25 | 7-25  | 15-25 | -     | -     | 34–75 | J5      |
| 14 de julio | 18:30 | Turquía   | 3-0  | Tailandia | 25-17 | 25-16 | 25-21 | -     | -     | 75–54 | J5      |
| 15 de julio | 15:30 | Ruanda    | 0–3  | Tailandia | 14-25 | 16-25 | 16-25 | -     | -     | 46–75 | J6      |
| 15 de julio | 18:30 | Turquía   | 3–0  | Argentina | 25-10 | 25-22 | 25-22 | -     | -     | 75–54 | J6      |

#### Grupo H
| Pos. | Equipo       | Partidos | Partidos | Partidos | Pts. | Sets | Sets | Sets  | Puntos | Puntos | Puntos |
| Pos. | Equipo       | PJ       | PG       | PP       | Pts. | SG   | SP   | Ratio | PG     | PP     | Ratio  |
| ---- | ------------ | -------- | -------- | -------- | ---- | ---- | ---- | ----- | ------ | ------ | ------ |
| 1    | Bielorrusia  | 3        | 3        | 0        | 9    | 9    | 0    | MAX   | 225    | 79     | 2.848  |
| 2    | Egipto       | 3        | 2        | 1        | 6    | 6    | 5    | 1.200 | 230    | 179    | 1.284  |
| 3    | Bélgica      | 3        | 1        | 2        | 3    | 5    | 6    | 0.833 | 213    | 185    | 1.151  |
| 4    | Puerto Rico* | 3        | 0        | 3        | 0    | 0    | 9    | 0.000 | 0      | 225    | 0.000  |

 *  Puerto Rico se vio obligado a retirarse después de que varios miembros del equipo dieron positivo por COVID-19 y sus juegos se perdieron.
| Fecha       | Hora  | Equipo 1    | Res. | Equipo 2    | Set 1 | Set 2 | Set 3 | Set 4 | Set 5 | Total   | Reporte |
| ----------- | ----- | ----------- | ---- | ----------- | ----- | ----- | ----- | ----- | ----- | ------- | ------- |
| 13 de julio | 12:30 | Puerto Rico | 0–3  | Bielorrusia | 0-25  | 0-25  | 0-25  | -     | -     | 0–75    | J4      |
| 13 de julio | 20:00 | Bélgica     | 2–3  | Egipto      | 20-25 | 25-18 | 29-27 | 21-25 | 9-15  | 104–110 | J4      |
| 14 de julio | 12:30 | Bélgica     | 3–0  | Puerto Rico | 25-0  | 25-0  | 25-0  | -     | -     | 75–0    | J5      |
| 14 de julio | 20:00 | Egipto      | 0–3  | Bielorrusia | 18-25 | 15-25 | 12-25 | -     | -     | 45–75   | J5      |
| 15 de julio | 12:30 | Puerto Rico | 0–3  | Egipto      | 0-25  | 0-25  | 0-25  | -     | -     | 0–75    | J6      |
| 15 de julio | 20:00 | Bélgica     | 0–3  | Bielorrusia | 16-25 | 7-25  | 11-25 | -     | -     | 34–75   | J6      |

### Ronda final

#### Clasificación 13.º al 16.º puesto
|  | Semifinales 13.º al 16.º puesto | Semifinales 13.º al 16.º puesto |   |             | Partido 13.º y 14.º puesto | Partido 13.º y 14.º puesto |  |
|  |                                 |                                 |   |             |                            |                            |  |
|  |                                 |                                 |   |             |                            |                            |  |
|  | Tailandia                       | 3                               |   |             |                            |                            |  |
|  | Puerto Rico                     | 0                               |   |             |                            |                            |  |
|  |                                 |                                 |   |             |                            |                            |  |
|  |                                 |                                 |   |             |                            |                            |  |
|  |                                 |                                 |   |             | Tailandia                  | 0                          |  |
|  |                                 | Bélgica                         | 3 |             |                            |                            |  |
|  |                                 |                                 |   |             |                            |                            |  |
|  |                                 |                                 |   |             |                            |                            |  |
|  |                                 |                                 |   |             | Partido 15.º y 16.º puesto |                            |  |
|  |                                 |                                 |   |             |                            |                            |  |
|  | Bélgica                         | 3                               |   | Puerto Rico | 0                          |                            |  |
|  | Ruanda                          | 0                               |   |             | Ruanda                     | 3                          |  |

##### Semifinales 13.º al 16.º puesto
| Fecha       | Hora  | Equipo 1  | Res. | Equipo 2    | Set 1 | Set 2 | Set 3 | Set 4 | Set 5 | Total | Reporte |
| ----------- | ----- | --------- | ---- | ----------- | ----- | ----- | ----- | ----- | ----- | ----- | ------- |
| 17 de julio | 13:00 | Tailandia | 3–0  | Puerto Rico | 25-0  | 25-0  | 25-0  | -     | -     | 75–0  | J7      |
| 17 de julio | 20:30 | Bélgica   | 3–0  | Ruanda      | 25-14 | 25-13 | 25-13 | -     | -     | 75–40 | J7      |

##### Partido por el 15.º y 16.º puesto
| Fecha       | Hora  | Equipo 1    | Res. | Equipo 2 | Set 1 | Set 2 | Set 3 | Set 4 | Set 5 | Total | Reporte |
| ----------- | ----- | ----------- | ---- | -------- | ----- | ----- | ----- | ----- | ----- | ----- | ------- |
| 18 de julio | 13:00 | Puerto Rico | 0–3  | Ruanda   | 0-25  | 0-25  | 0-25  | -     | -     | 75–0  | J8      |

##### Partido por el 13.º y 14.º puesto
| Fecha       | Hora  | Equipo 1  | Res. | Equipo 2 | Set 1 | Set 2 | Set 3 | Set 4 | Set 5 | Total | Reporte |
| ----------- | ----- | --------- | ---- | -------- | ----- | ----- | ----- | ----- | ----- | ----- | ------- |
| 18 de julio | 20:00 | Tailandia | 0–3  | Bélgica  | 20-25 | 20-25 | 19-25 | -     | -     | 59–75 | J8      |

#### Clasificación 9.º al 12.º puesto
|  | Semifinales 9.º al 12.º puesto | Semifinales 9.º al 12.º puesto |   |        | Partido 9.º y 10.º puesto  | Partido 9.º y 10.º puesto |  |
|  |                                |                                |   |        |                            |                           |  |
|  |                                |                                |   |        |                            |                           |  |
|  | Turquía                        | 3                              |   |        |                            |                           |  |
|  | Egipto                         | 1                              |   |        |                            |                           |  |
|  |                                |                                |   |        |                            |                           |  |
|  |                                |                                |   |        |                            |                           |  |
|  |                                |                                |   |        | Turquía                    | 1                         |  |
|  |                                | Bielorrusia                    | 3 |        |                            |                           |  |
|  |                                |                                |   |        |                            |                           |  |
|  |                                |                                |   |        |                            |                           |  |
|  |                                |                                |   |        | Partido 11.º y 12.º puesto |                           |  |
|  |                                |                                |   |        |                            |                           |  |
|  | Bielorrusia                    | 3                              |   | Egipto | 0                          |                           |  |
|  | Argentina                      | 0                              |   |        | Argentina                  | 3                         |  |

##### Semifinales 9.º al 12.º puesto
| Fecha       | Hora  | Equipo 1    | Res. | Equipo 2  | Set 1 | Set 2 | Set 3 | Set 4 | Set 5 | Total | Reporte |
| ----------- | ----- | ----------- | ---- | --------- | ----- | ----- | ----- | ----- | ----- | ----- | ------- |
| 17 de julio | 15:30 | Turquía     | 3–1  | Egipto    | 24-26 | 25-15 | 25-15 | 25-20 | -     | 99–76 | J7      |
| 17 de julio | 18:30 | Bielorrusia | 3–0  | Argentina | 25-15 | 25-17 | 25-15 | -     | -     | 75–47 | J7      |

##### Partido por el 11.º y 12.º puesto
| Fecha       | Hora  | Equipo 1 | Res. | Equipo 2  | Set 1 | Set 2 | Set 3 | Set 4 | Set 5 | Total | Reporte |
| ----------- | ----- | -------- | ---- | --------- | ----- | ----- | ----- | ----- | ----- | ----- | ------- |
| 18 de julio | 13:30 | Egipto   | 0–3  | Argentina | 16-25 | 15-25 | 16-25 | -     | -     | 47–75 | J8      |

##### Partido por el 9.º y 10.º puesto
| Fecha       | Hora  | Equipo 1 | Res. | Equipo 2    | Set 1 | Set 2 | Set 3 | Set 4 | Set 5 | Total | Reporte |
| ----------- | ----- | -------- | ---- | ----------- | ----- | ----- | ----- | ----- | ----- | ----- | ------- |
| 18 de julio | 16:30 | Turquía  | 1–3  | Bielorrusia | 25-20 | 17-25 | 13-25 | 22-25 | -     | 77–95 | J8      |

#### Clasificación 5.º al 8.º puesto
|  | Semifinales 5.º al 8.º puesto | Semifinales 5.º al 8.º puesto |   |                      | Partido 5.º y 6.º puesto | Partido 5.º y 6.º puesto |  |
|  |                               |                               |   |                      |                          |                          |  |
|  |                               |                               |   |                      |                          |                          |  |
|  | Estados Unidos                | 3                             |   |                      |                          |                          |  |
|  | República Dominicana          | 0                             |   |                      |                          |                          |  |
|  |                               |                               |   |                      |                          |                          |  |
|  |                               |                               |   |                      |                          |                          |  |
|  |                               |                               |   |                      | Estados Unidos           | 3                        |  |
|  |                               | Polonia                       | 2 |                      |                          |                          |  |
|  |                               |                               |   |                      |                          |                          |  |
|  |                               |                               |   |                      |                          |                          |  |
|  |                               |                               |   |                      | Partido 7.º y 8.º puesto |                          |  |
|  |                               |                               |   |                      |                          |                          |  |
|  | Polonia                       | 3                             |   | República Dominicana | 0                        |                          |  |
|  | Brasil                        | 0                             |   |                      | Brasil                   | 3                        |  |

##### Semifinales 5.º al 8.º puesto
| Fecha       | Hora  | Equipo 1       | Res. | Equipo 2             | Set 1 | Set 2 | Set 3 | Set 4 | Set 5 | Total | Reporte |
| ----------- | ----- | -------------- | ---- | -------------------- | ----- | ----- | ----- | ----- | ----- | ----- | ------- |
| 17 de julio | 15:30 | Estados Unidos | 3–0  | República Dominicana | 25-22 | 25-15 | 25-18 | -     | -     | 75–55 | J7      |
| 17 de julio | 17:30 | Polonia        | 3–0  | Brasil               | 25-15 | 26-24 | 25-15 | -     | -     | 76–54 | J7      |

##### Partido por el 7.º y 8.º puesto
| Fecha       | Hora  | Equipo 1             | Res. | Equipo 2 | Set 1 | Set 2 | Set 3 | Set 4 | Set 5 | Total | Reporte |
| ----------- | ----- | -------------------- | ---- | -------- | ----- | ----- | ----- | ----- | ----- | ----- | ------- |
| 18 de julio | 15:00 | República Dominicana | 0–3  | Brasil   | 18-25 | 10-25 | 21-25 | -     | -     | 49–75 | J8      |

##### Partido por el 5.º y 6.º puesto
| Fecha       | Hora  | Equipo 1       | Res. | Equipo 2 | Set 1 | Set 2 | Set 3 | Set 4 | Set 5 | Total   | Reporte |
| ----------- | ----- | -------------- | ---- | -------- | ----- | ----- | ----- | ----- | ----- | ------- | ------- |
| 18 de julio | 17:30 | Estados Unidos | 3–2  | Polonia  | 14-25 | 18-25 | 25-16 | 29-27 | 15-13 | 101–106 | J8      |

#### Clasificación1.eral 4.º puesto
|  | Semifinales  | Semifinales |   |              | Final                     | Final |  |
|  |              |             |   |              |                           |       |  |
|  |              |             |   |              |                           |       |  |
|  | Países Bajos | 1           |   |              |                           |       |  |
|  | Serbia       | 3           |   |              |                           |       |  |
|  |              |             |   |              |                           |       |  |
|  |              |             |   |              |                           |       |  |
|  |              |             |   |              | Serbia                    | 0     |  |
|  |              | Italia      | 3 |              |                           |       |  |
|  |              |             |   |              |                           |       |  |
|  |              |             |   |              |                           |       |  |
|  |              |             |   |              | Partido 3.er y 4.º puesto |       |  |
|  |              |             |   |              |                           |       |  |
|  | Italia       | 3           |   | Países Bajos | 2                         |       |  |
|  | Rusia        | 0           |   |              | Rusia                     | 3     |  |

##### Semifinales
| Fecha       | Hora  | Equipo 1     | Res. | Equipo 2 | Set 1 | Set 2 | Set 3 | Set 4 | Set 5 | Total | Reporte |
| ----------- | ----- | ------------ | ---- | -------- | ----- | ----- | ----- | ----- | ----- | ----- | ------- |
| 17 de julio | 14:30 | Países Bajos | 1–3  | Serbia   | 21-25 | 25-17 | 23-25 | 26-28 | -     | 95–95 | J7      |
| 17 de julio | 17:30 | Italia       | 3–0  | Rusia    | 25-22 | 29-27 | 25-23 | -     | -     | 79–72 | J7      |

##### Partido por el3.ery 4.º puesto
| Fecha       | Hora  | Equipo 1     | Res. | Equipo 2 | Set 1 | Set 2 | Set 3 | Set 4 | Set 5 | Total   | Reporte |
| ----------- | ----- | ------------ | ---- | -------- | ----- | ----- | ----- | ----- | ----- | ------- | ------- |
| 18 de julio | 14:30 | Países Bajos | 2–3  | Rusia    | 25-16 | 25-23 | 22-25 | 22-25 | 20-22 | 114–111 | J8      |

##### Final
| Fecha       | Hora  | Equipo 1 | Res. | Equipo 2 | Set 1 | Set 2 | Set 3 | Set 4 | Set 5 | Total | Reporte |
| ----------- | ----- | -------- | ---- | -------- | ----- | ----- | ----- | ----- | ----- | ----- | ------- |
| 18 de julio | 17:30 | Serbia   | 0–3  | Italia   | 18-25 | 20-25 | 23-25 | -     | -     | 61–75 | J8      |